# Município de Warren (condado de Trumbull, Ohio)
O município de Warren (em inglês: Warren Township) é um município localizado no condado de Trumbull no estado estadounidense de Ohio. No ano de 2010 tinha uma população de 5.551 habitantes e uma densidade populacional de 146,59 pessoas por km².

## Geografia
O município de Warren encontra-se localizado nas coordenadas 41° 15′ 16″ N, 80° 52′ 37″ O. Segundo a Departamento do Censo dos Estados Unidos, o município tem uma superfície total de 37.87 km², da qual 37.55 km² correspondem a terra firme e (0.83%) 0.32 km² é água.

## Demografia
Segundo o censo de 2010, tinha 5.551 habitantes residindo no município de Warren. A densidade populacional era de 146,59 hab./km². Dos 5.551 habitantes, o município de Warren estava composto pelo 85.3% brancos, o 11.4% eram afroamericanos, o 0.29% eram amerindios, o 0.2% eram asiáticos, o 0.05% eram insulares do Pacífico, o 0.31% eram de outras raças e o 2.45% pertenciam a duas ou mais raças. Do total da população o 1.33% eram hispanos ou latinos de qualquer raça.